# Apolena Rychlíková
Apolena Rychlíková (* 25. března 1989 Brno) je česká režisérka dokumentárních filmů, aktivistka a novinářka. Mezi lety 2013 a 2023 byla nejdříve přispěvatelkou a poté osm let redaktorkou publicistického serveru A2larm. Jako publicistka začala následně působit na volné noze. Od května 2024 provozuje s Jakubem Zelenkou publicistickou platformu Page not found. Ve své tvorbě se věnuje otázkám genderové rovnosti, dostupnosti bydlení, exekucím a dalším tématům sociální spravedlnosti. Sama se označila za feministku.

## Život

### Dětství, studium a režie dokumentárních filmů
Narodila se 25. března 1989 v Brně. Otcem je režisér, herec, občanský aktivista a politik Břetislav Rychlík. Po absolvování Biskupského gymnázia v Brně získala titul bakaláře na Katedře dokumentární tvorby FAMU. Následně vystudovala magisterský obor a získala titul MgA. Na FAMU později také vedla hostující dílnu pro studenty dokumentární tvorby.
Její studentský krátkometrážní film Vajíčka, o problematikách reprodukce, který natočila v prvním ročníku, byl promítán na několika filmových festivalech, včetně CameraOFFPlus festivalu v Krakově a festivalu krátkých filmů v Londýně. Ohlas vzbudil také její další studentský dokumentární film Hájek na zámku, Petr v podzámčí (2011), který obdržel Cenu Karla Vachka Anime, jež se uděluje jako součást Cen Nikolaje Stankoviče. Snímek popisuje názory a osobnost Petra Hájka. Bakalářská studia na FAMU dokončila snímkem Padá vláda, něco si přej, který byl sondou do tehdejšího protivládních protestních hnutí. Na jaře 2012 spolupořádala demonstrace během Týdne neklidu, zaměřeného proti připravovaným reformám ministra školství Josefa Dobeše. V tom samém roce byla autorkou námětu k dokumentárnímu cyklu Expremiéři, v rámci něhož natočila snímek o Mirku Topolánkovi, uvedený roku 2014.
Za snímek Za Adolfa by žádní morgoši neměli žádný práva, který připravila společně s Martinou Malinovou, obdržela Zvláštní uznání na FAMUFESTU 2014. Její dokument Hranice práce získal na Mezinárodním festivalu dokumentárních filmů Ji.hlava 2017 cenu Česká radost za nejlepší český dokument a cenu diváků. Snímek popisuje problematiku levné práce v České republice.

### Začátek novinářské kariéry – publicistika a redakce A2larm
V minulosti přispívala do Deníku Referendum, Romea a Nového prostoru. Do roku 2023 působila osm let v redakci zpravodajského serveru A2larm. Jako externistka spolupracuje i s Českým rozhlasem Plus. V souvislosti s ČRo vyvolal kontroverzi její komentář k firmě Home Credit, když ji v jednom ze svých článků z roku 2019 spojila s lichvářstvím.

### Příprava podcastů a psaní knih
V roce 2020 vydala sborník Budoucnost, který se pokouší definovat současné levicové uvažování v Česku a na Slovensku. Kniha byla vydána na základě crowdfundingové kampaně na webu Hithit.cz.
V roce 2020 připravila svůj první podcast s názvem Kvóty, který označila za feministickou talkshow. Na festivalu Jeden svět 2020 měl premiéru její dokumentární film Češi jsou výborní houbaři (v rámci cyklu Český žurnál). Téhož roku přispěla do sborníku esejů Europa 28: Writing By Women On The Future Of Europe, vydaného v rámci Hay Festivalu Europa28 2020. Podílela se také na multimediálním projektu Paměť města. Projekt mapuje novodobé proměny pěti pražských čtvrtí. Ten například v roce 2020 přinesl stejnojmenný pětidílný dokuseriál pro Český rozhlas Dvojka. V roce 2021 tým Paměti města připravil pro Český rozhlas Dvojka další pětidílný dokumentární seriál Paměť sídlišť.
Počátkem roku 2020 byla rovněž vybrána, aby reprezentovala Českou republiku v Radě poradců nově vzniklé mezinárodní organizace Progressive International, která sdružuje progresivní levicové aktivisty a organizace. Cílem Rady poradců je stanovit strategii a hlavní cíle organizace. Mezi dalšími poradci jsou například Noam Chomsky (USA), Katrín Jakobsdóttir (Island), Naomi Klein (Kanada) nebo Janis Varufakis (Řecko).
V roce 2021 byla vysílána její šestidílná dokumentární série Život během pandemie, ve které pro Český rozhlas Plus mapovala sociální dopady pandemie covidu-19 v Česku. Na konci března 2021 začal na A2larmu vycházet její další podcast s názvem Bulvár. Ten pojednává o urbanismu, veřejném prostoru a životu ve městech. Připravila ho spolu s Táňou Zabloudilovou a Alžbětou Medkovou, se kterými spolupracuje i v rámci týmu Paměti města. Za svůj článek Black Lives Matter po česku? Romové u nás nemají uznání ani spravedlnost se jako první Češka dostala na shortlist nominovaných na European Press Prize 2021 – Cenu za excelentní novinařinu, a to v kategorii názorové žurnalistiky.
V květnu 2021 vyšel na A2larmu a na Deníku N její společný článek s redaktorem Jakubem Zelenkou nazvaný „Chování Dominika Feriho je veřejné tajemství.“ Ženy popsaly traumatizující zkušenosti s mladým politikem, který publikoval výpovědi několika žen, které měl sexuálně obtěžovat tehdejší poslanec Dominik Feri. Ten v reakci na nařčení ze sexuálního násilí ještě téhož dne rezignoval na svou funkci poslance a oznámil, že stahuje svou kandidaturu ve volbách. Reportáže k tomuto tématu vynesly Rychlíkové a Zelenkovi v říjnu 2023 cenu Amplion za dlouhodobý přínos k řešení problematiky sexuálního násilí. Cenu uděluje nezisková organizace Konsent.
V červnu 2021 obdržela cenu Novinářská křepelka v rámci Novinářské ceny za rok 2020. Cena je určena mladým novinářům a novinářkám do 33 let věku. Spolu s Alžbětou Medkovou a Táňou Zabloudilovou připravila projekt reportážních textů Města budoucnosti, který se věnuje například rozvojovým oblastem Prahy. Projektu se věnoval také podcast Bulvár. Pro iVysílání České televize vymyslela dokumentární cyklus Novinářky, který spolu s Terezou Reichovou režíruje. Protagonistkami pořadu jsou novinářky Hana Čápová, Saša Uhlová a Jana Ustohalová.
V roce 2022 napsala spolu s Pavlem Šplíchalem reportážní knihu PIKO: Junkies‘ lives matter, která byla prvním titulem nového nakladatelství Alarm. Kniha byla na podzim 2023 na Mezinárodním festivalu dokumentárních filmů Ji.hlava oceněna Cenou za nejlepší dokumentární knihu.

### Chyba systému a Hranice Evropy
Od března 2023 vysílá Český rozhlas Plus politický podcast Chyba systému, jehož tým tvoří mimo Rychlíkové také moderátor Jan Pokorný a analytik David Klimeš.
V březnu 2024 měl světovou premiéru její dokumentární film Hranice Evropy, ve kterém spolu se Sašou Uhlovou zopakovaly koncept ze společného projektu Hranice práce. Film měl světovou premiéru na dánském filmovém festivalu CPH:DOX. Brzy poté byl uveden také na ženevském filmovém festivalu FIFDH. V Česku měl premiéru na festivalu Jeden svět. Ke konci dubna byl snímek uveden také na kanadském filmovém festivalu Hot Docs.
V březnu 2024 měl na České televizi premiéru také její krátkometrážní dokumentární film P.S. I hate you, který pojednává o online šikaně žen na příkladu právničky Kláry Kalibové. V téže době byla kniha Věčná devadesátá nominována na Magnesii Literu v kategorii ČRo Plus Litera za publicistiku.

### Page Not Found
S Jakubem Zelenkou provozuje mediální platformu s názvem Page not found (Page 404). Spuštěna byla v květnu 2024. Platforma se soustředí na tzv. pomalou žurnalistiku, která upřednostňuje kvalitu nad kvantitou.
V lednu 2025 publikovala svou investigativní reportáž o českých serverech na Discordu, na kterých ve velkém probíhá sdílení intimních fotografií žen bez jejich vědomí, a to včetně dětské pornografie.
V roce 2025 se s kolektivem investigativních novinářů podílela na reportáži o českém influencerovi Adamovi Kajumim. Zaměřili se na jeho agenturu REACH OUT, která nabízí modelkám na platformě OnlyFans správu jejich účtů. Dle svědectví dotčených žen se ale jednalo prakticky o „digitální nevolnictví“ – agentura nenechala modelky přistupovat k jejich vlastním účtům na platformě a vyplácela jim nepatrné částky oproti jejich skutečným výdělkům. Výsledná reportáž, která vyšla na Page Not Found, obsahovala smlouvu modelky, označovanou jako Lenny, a její svědectví o tom, jak byla nucena k natáčení obsahu i po dobu, kdy byla hospitalizována. Dle smlouvy mezi Lenny a Kajumim měla modelka dostávat 50 % z vydělané částky, z ročního výdělků čtyř milionů dostala ale jen dvacet tisíc měsíčně. Agentura jí navíc bránila ve zrušení spolupráce.
V červnu 2025 publikovala text s názvem „Filip Turek čelí trestnímu oznámení. Expartnerka jej viní ze znásilnění a roky trvajícího násilí“, ve kterém informovala, že Obvodní státní zastupitelství na Praze 4 řeší trestní oznámení na europoslance Filipa Turka. Ten byl svou bývalou přítelkyní obviněn z roky trvajícího vztahového násilí a znásilnění. K incidentům podle ní docházelo v období před patnácti až dvaceti lety před podáním trestního oznámení. Redakce měla mít k dispozici až sto emailů mezi Turkem a jeho tehdejší přítelkyní, které násilí potvrzovaly. Sám Turek obvinění odmítl a začal zesměšňovat a snižovat práci Rychlíkové. Jeho příznivci na sociálních sítích verbálně uráželi Rychlíkovou a projevovali se misogynně. Posílali jí také výhružky. Útoky odsoudil také Český výbor Mezinárodního tiskového institutu.

### Osobní život
Vychovává dvě děti.

## Dílo

### Filmografie
- Vajíčka, o problematikách reprodukce (studentský krátkometrážní dokumentární film, 2010)
- Pošta (studentský krátkometrážní dokumentární film, 2010)
- Hájek na zámku, Petr v podzámčí (studentský krátkometrážní dokumentární film, 2011)
- Padá vláda, něco si přej (studentský dokumentární film, 2012)
- Rodina (studentský dokumentární film, 2013)
- Mirek Topolánek: Topoltropa (epizoda dokumentárního cyklu Expremiéři, 2013)
- Za Adolfa by žádní morgoši neměli žádný práva (krátkometrážní dokumentární film, 2014)
- Neskloň se! (krátkometrážní dokumentární film, 2014)
- Nedej se: Klinika města (2015)
- Intolerance: Chlad (2015)
- Hranice práce (epizoda dokumentárního cyklu Český žurnál, 2017)
- Češi jsou výborní houbaři (epizoda dokumentárního cyklu Český žurnál, 2020)
- Novinářky (dokumentární cyklus pro iVysílání ČT, 2022)
- Hranice Evropy (dokumentární film, 2024)
- P.S. I hate you (krátkometrážní dokumentární film, 2024)

### Podcasty a audiodokumenty
- Kvóty (2020–2023, podcast pro A2larm, 59 dílů, autorka)
- Paměť města (2020, dokuseriál pro Český rozhlas Dvojka, 5 dílů, kolektiv autorů týmu Paměť města)
- Život během pandemie (2021, dokuseriál pro Český rozhlas Plus, 6 dílů, autorka)
- Paměť sídlišť (2021, dokuseriál pro Český rozhlas Dvojka, 5 dílů, kolektiv autorů týmu Paměť města)
- Bulvár (2021–2023, podcast pro A2larm, kolektiv autorek)
- (A)sociální stát (2021–2022, reportážní texty a podcast pro A2larm, kolektiv autorů a autorek)
- Chyba systému (2023–..., podcast pro Český rozhlas Plus, kolektiv)
- Filtr (2024–..., podcast pro Page Not Found, autorka spolu s Jakubem Zelenkou)
- Substance (2025, podcastová série z cyklu Normy pro Český rozhlas Radio Wave, 5 dílů, autorka)